# Watertoren (Meppel)
De watertoren in Meppel is gebouwd in 1893 en is ontworpen door architect H.P.N. Halbertsma. Hij staat aan het begin van de Steenwijkerstraatweg. De watertoren heeft een hoogte van 31,50 meter en heeft een waterreservoir van 230 m³.
De toren is gerenoveerd in 1955. In 2004 werd de toren voor 120.000 euro verkocht aan de gemeente Meppel, die er een informatiecentrum van wil maken.
Assen 
(Troelstralaan en Rolderstraat) ·
Coevorden ·
Hoogeveen ·
Meppel ·
Zuidlaren